# ويليام وارد دافيلد
ويليام وارد دافيلد هو سياسي أمريكي، ولد في 19 نوفمبر 1823 في Carlisle, Pennsylvania ‏ في الولايات المتحدة، وتوفي في 22 يونيو 1907 في واشنطن العاصمة في الولايات المتحدة. انتخب عضو مجلس ولاية ميشيغان ‏.